# Cassirer
Cassirer (Kassirer, < Kassierer):
- Bruno Cassirer (1872, Breslau – 1941, Oxford), německý vydavatel, majitel galerie a chovatel koní v Berlíně
- Ernst Cassirer (1874, Breslau – 1945, New York), židovský německý filozof
- (Friedrich) «Fritz» (Leopold) Cassirer (1871 – 1926), německý dirigent
- Paul Cassirer (1871, Görlitz – 1926, Berlín), německý obchodník s uměním a vydavatel
- Richard Cassirer (1868, Breslau – 1925, Berlín), německý neurolog